# Ріофріо-де-Алісте
Ріофріо-де-Алісте (ісп. Riofrío de Aliste) — муніципалітет в Іспанії, у складі автономної спільноти Кастилія-і-Леон, у провінції Самора. Населення — 866 осіб (2010).
Муніципалітет розташований на відстані близько 260 км на північний захід від Мадрида, 49 км на північний захід від Самори.
На території муніципалітету розташовані такі населені пункти: (дані про населення за 2010 рік)
- Абехера: 168 осіб
- Кабаньяс-де-Алісте: 96 осіб
- Ріофріо-де-Алісте: 303 особи
- Саррасін-де-Алісте: 299 осіб

## Демографія
Динаміка населення (INE ):